# Copa Intercontinental de Fútbol Playa 2015
La Copa Intercontinental de Fútbol Playa 2015 fue la quinta edición del torneo patrocinado por Beach Soccer Worldwide, y el consejo deportivo de Dubái que se desarrolló del 3 al 7 de noviembre. El evento reunió a ocho selecciones nacionales provenientes de los cinco continentes.

## Equipos participantes
| Equipos participantes  | Equipos participantes | Equipos participantes | Equipos participantes |
| ---------------------- | --------------------- | --------------------- | --------------------- |
| Rusia                  | Irán                  | Egipto                | Portugal              |
| Emiratos Árabes Unidos | México                | Argentina             | Tahití                |

## Resultados

### Primera fase

#### Grupo A
| Equipo                 | Pts | PJ | PG | PG+ | PP | GF | GC | Dif |
| ---------------------- | --- | -- | -- | --- | -- | -- | -- | --- |
| Rusia                  | 6   | 3  | 2  | 0   | 1  | 14 | 8  | 6   |
| Egipto                 | 6   | 3  | 2  | 0   | 1  | 12 | 13 | -1  |
| Emiratos Árabes Unidos | 5   | 3  | 1  | 1   | 1  | 10 | 10 | 0   |
| Argentina              | 0   | 3  | 0  | 0   | 3  | 10 | 15 | -5  |

| Fecha          | Lugar | Equipo                 | Resultado      | Equipo                 |
| -------------- | ----- | ---------------------- | -------------- | ---------------------- |
| 3 de noviembre | Dubái | Emiratos Árabes Unidos | 2:3            | Egipto                 |
| 3 de noviembre | Dubái | Rusia                  | 5:1            | Argentina              |
| 4 de noviembre | Dubái | Argentina              | 3:3 (4:5 pen.) | Emiratos Árabes Unidos |
| 4 de noviembre | Dubái | Egipto                 | 2:5            | Rusia                  |
| 5 de noviembre | Dubái | Egipto                 | 7:6            | Argentina              |
| 5 de noviembre | Dubái | Emiratos Árabes Unidos | 5:4            | Rusia                  |

#### Grupo B
| Equipo   | Pts | PJ | PG | PG+ | PP | GF | GC | Dif |
| -------- | --- | -- | -- | --- | -- | -- | -- | --- |
| Tahití   | 9   | 3  | 3  | 0   | 0  | 14 | 7  | 7   |
| Irán     | 6   | 3  | 2  | 0   | 1  | 12 | 9  | 3   |
| Portugal | 3   | 3  | 1  | 0   | 2  | 10 | 14 | -4  |
| México   | 0   | 3  | 0  | 0   | 3  | 8  | 14 | -6  |

| Fecha          | Lugar | Equipo   | Resultado | Equipo   |
| -------------- | ----- | -------- | --------- | -------- |
| 3 de noviembre | Dubái | Portugal | 5:3       | México   |
| 3 de noviembre | Dubái | Tahití   | 4:2       | Irán     |
| 4 de noviembre | Dubái | Irán     | 5:3       | Portugal |
| 4 de noviembre | Dubái | México   | 3:4       | Tahití   |
| 5 de noviembre | Dubái | Portugal | 2:6       | Tahití   |
| 5 de noviembre | Dubái | México   | 2:5       | Irán     |

### Segunda fase

#### Eliminatoria por el quinto lugar
|  | Semifinales            | Semifinales            |   |           | Final          | Final          |  |
|  | 6 de noviembre         | 6 de noviembre         |   |           | 7 de noviembre | 7 de noviembre |  |
|  |                        |                        |   |           |                |                |  |
|  |                        |                        |   |           |                |                |  |
|  | Portugal               | 6                      |   |           |                |                |  |
|  | Argentina              | 2                      |   |           |                |                |  |
|  |                        |                        |   |           |                |                |  |
|  |                        |                        |   |           |                |                |  |
|  |                        |                        |   |           | Portugal       | 1              |  |
|  |                        | Emiratos Árabes Unidos | 4 |           |                |                |  |
|  |                        |                        |   |           |                |                |  |
|  |                        |                        |   |           |                |                |  |
|  |                        |                        |   |           | Tercer lugar   |                |  |
|  |                        |                        |   |           |                |                |  |
|  | Emiratos Árabes Unidos | 3                      |   | Argentina | 2              |                |  |
|  | México                 | 2                      |   |           | México         | 6              |  |

#### Semifinales
|  | Semifinales    | Semifinales    |   |      | Final          | Final          |  |
|  | 6 de noviembre | 6 de noviembre |   |      | 7 de noviembre | 7 de noviembre |  |
|  |                |                |   |      |                |                |  |
|  |                |                |   |      |                |                |  |
|  | Rusia          | 4              |   |      |                |                |  |
|  | Irán           | 1              |   |      |                |                |  |
|  |                |                |   |      |                |                |  |
|  |                |                |   |      |                |                |  |
|  |                |                |   |      | Rusia          | 5              |  |
|  |                | Tahití         | 2 |      |                |                |  |
|  |                |                |   |      |                |                |  |
|  |                |                |   |      |                |                |  |
|  |                |                |   |      | Tercer lugar   |                |  |
|  |                |                |   |      |                |                |  |
|  | Tahití         | 8              |   | Irán | 2(3)           |                |  |
|  | Egipto         | 5              |   |      | Egipto         | 2(2)           |  |

| 6 de noviembre de 2015 | Rusia                                          | 4:1                       | Irán                  | Dubai International Marine Club, Dubái |  |
|                        | Makarov 10' (2) 6' (2) 1' (2) · Shaikov 6' (2) | ( 0:0, 4:0, 0:1 ) Reporte | F. Boulokbashi 6' (3) |                                        |  |

| 6 de noviembre de 2015 | Tahití                                                                                         | 8:5                       | Egipto                                     | Dubai International Marine Club, Dubái |  |
|                        | Bennet 11' (1) 4' (1) 4' (3) · Tavanae 9' (1) 7' (1) · Labaste 6' (2) · Taiarui 10' (3) 1' (3) | ( 4:3, 1:1, 3:1 ) Reporte | Gamal 10' (1) 8' (1) 0' (1) 0' (2) 11' (3) |                                        |  |

#### Tercer lugar
| 7 de noviembre de 2015 | Irán                                     | 2:2 (3:2 pen.) (3:2 p.)    | Egipto                             | Dubai International Marine Club, Dubái |  |
|                        | A. Akbari 5' (2) · F. Boulokbashi 1' (3) | ( 0:0, 1:1, 1:1 ) Reporte  | M. Samir 7' (2) · Abdelani 10' (3) |                                        |  |
|                        |                                          | Tiros desde el punto penal |                                    |                                        |  |
|                        | A. Naderi · M. Morshedi · A. Akbari      |                            | M. Samir · A. Aboserie · Hassane   |                                        |  |

#### Final
| 7 de noviembre de 2015 | Rusia                                                                           | 5:2                       | Tahití                        | Dubai International Marine Club, Dubái |  |
|                        | Bukhlitskiy 10' (1) · Krash 4' (1) 3' (1) · Makarov 3' (1) · Gorchinskiy 3' (3) | ( 4:0, 0:1, 1:1 ) Reporte | Angel 5' (2) · Taiarui 3' (3) |                                        |  |

|                             |
| Campeón Rusia Tercer título |

## Clasificación final
| Pos.              | Equipo                 |
| ----------------- | ---------------------- |
| Medalla de oro    | Rusia                  |
| Medalla de plata  | Tahití                 |
| Medalla de bronce | Irán                   |
| 4                 | Egipto                 |
| 5                 | Emiratos Árabes Unidos |
| 6                 | Portugal               |
| 7                 | México                 |
| 8                 | Argentina              |